# Kujalleq

Lägeskarta

Kommunens vapen

Kujalleq (Kujalleq Kommune) är en av Grönlands fem kommuner. Kommunen ligger i territoriets södra del.

## Geografi
Kommunen har en yta på cirka 51 000 km² med cirka 10 500 invånare. Befolkningstätheten är cirka 0,2 invånare/km².
Kommunen inrättades 2009 då kommunerna Nanortalik, Narsaq och Qaqortoq slogs ihop.

## Förvaltning
Kommunens ISO 3166-2 kod är GL-KU och huvudort är Qaqortoq. Kommunen är ytterligare underdelad i tre städer (byer) och elva områden (bygder).

### Städer och bygder i kommunen
- Aappilattoq
- Alluitsup Paa
- Ammassivik
- Eqalugaarsuit
- Igaliku

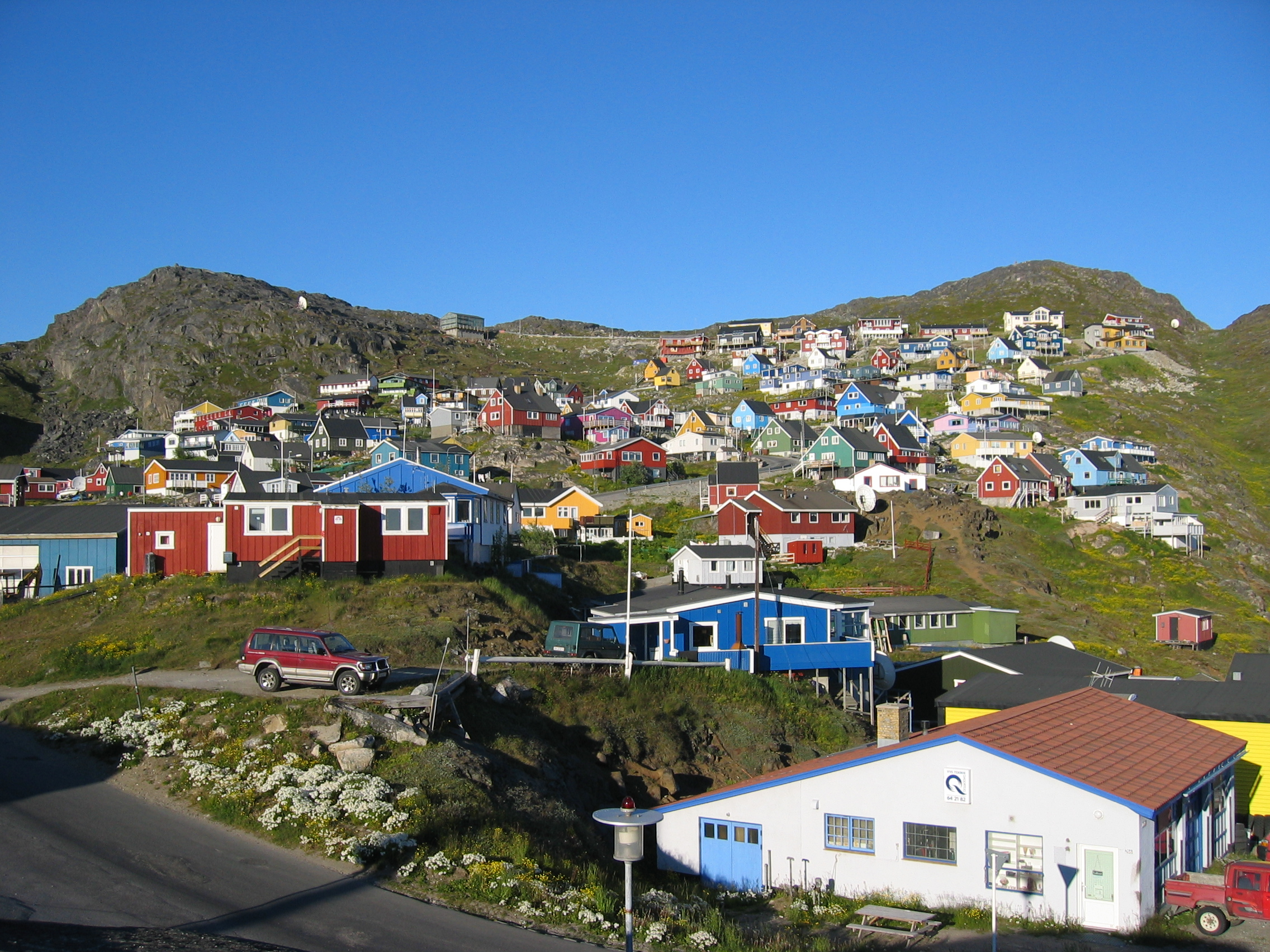
Vy över Qaqortoq

- Nanortalik (stad, danska Bjørnestad)
- Narsaq (stad)
- Narsarmijit
- Narsarsuaq
- Qassiarsuk
- Qassimiut
- Qaqortoq (stad, danska Julianehåb)
- Saarloq
- Tasiusaq